# Zhangji (socken i Kina, Jiangsu)
Zhangji (kinesiska: 张集, 张集街道) är en socken i Kina. Den ligger i provinsen Jiangsu, i den östra delen av landet, omkring 300 kilometer nordväst om provinshuvudstaden Nanjing. Antalet invånare är 5085. Befolkningen består av 1 983 kvinnor och 3 102 män. Barn under 15 år utgör 11,0 %, vuxna 15-64 år 81 %, och äldre över 65 år 7,0 %.
Genomsnittlig årsnederbörd är 961 millimeter. Den regnigaste månaden är juli, med i genomsnitt 205 mm nederbörd, och den torraste är januari, med 12 mm nederbörd.